# Дзаветтьери, Нунцио
Аннунциато «Нунцио» Дзаветтьери (итал. Annunziato «Nunzio» Zavettieri; род. 19 апреля 1967, Кастровиллари, Калабрия) — итальянский футбольный тренер.

## Карьера
Долгие годы Дзаветтьери трудился в детском футболе. Он работал с юношескими командами таких клубов, как «Милан», «Интер», «Удинезе» и «Венеция». В 2009 году специалист начал взрослую тренерскую карьеру в Латвии, где возглавил «Вентспилс». Дебют выдался неплохим: под руководством итальянца команда дважды стала вице-чемпионом страны и одержала победу в Кубке Латвии.
После недолгой работы в Австралии Дзаветтьери вернулся на родину, где несколько лет работал с коллективами из низших лиг. В январе 2019 года итальянец вновь приехал в Латвию, где возглавил «Спартак» из Юрмалы.
Неоднократно слухи отправляли итальянца в Россию. В конце 2010 года сообщалось, что Дзаветтьери входит в список претендентов на пост наставника клуба Первого дивизиона «Металлург-Кузбасс». В феврале 2019 года стало известно, что советник президента «Оренбург» Марко Трабукки хочет видеть своего соотечественника у руля команды вместо Владимира Федотова.

## Достижения
- Серебряный призёр чемпионата Латвии (2): 2009, 2010.
- Обладатель Кубка Латвии (1): 2010/11.
- Чемпион Балтийской лиги (1): 2010.